# Нінемба Діарра
Нінемба Діарра (*д/н–1878) — фаама держави Бамбара в 1870—1878 роках. Відомий також як Нінемба II.

## Життєпис
Походив з династії Нголосі. Син Да Діарра, фаами імперії Сегу. Брав участь у стрийками Ветала Алі і Кеге Марі проти тукулерів. 1861 року після захоплення столиці імперії — Сікоро, втік разом з Кеге Марі до Туни. Тут було засновано нову державу бамбара. 1870 року після смерті Кеге Марі успадкував трон. Переніс столицю з Туни до Самбали, що розташовувалася неподалік від Туни. 
Намагався продовжити війну проти Імперії тукулерів, але досяг значних успіхів. 1878 року за підтримки знаті в м.Мамуру його було повалено стриєчним братом Массатомою.